# Laniarius mufumbiri
Laniarius mufumbiri е вид пойна африканска птица от разред Врабчоподобни.

## Разпространение
Птицата обитава заблатени местности. Среща се в Субсахарска Африка в страните Бурунди, ДР Конго, Кения, Руанда, Танзания и Уганда. Видът е застрашен от изчезване поради загуба на местообитания и замърсяване на средата, в която живее.